# Guido Buffarini Guidi
Pour les articles homonymes, voir Guidi.
Guido Buffarini Guidi né le 17 août 1895 à Pise, et fusillé le 10 juillet 1945  à Milan est un avocat et homme politique italien d'obédience fasciste, qui fut notamment ministre de l'Intérieur de la République sociale italienne.

## Biographie
Il participe comme volontaire à la Première Guerre mondiale en tant que sous-lieutenant (sottotenente) dans un régiment d'artillerie, passe quatre ans au front et réussit à être promu capitaine (capitano) en 1917. Par la suite, pour des mérites particuliers, il passe en service permanent et obtient trois croix de la valeur militaire. De façon inattendue, à la fin de la guerre, il quitte la carrière militaire pour poursuivre ses études, obtenant en mars 1920 le diplôme de droit à l'université de Pise et commençant à travailler comme avocat.
En 1919, il adhère aux Fasci Italiani di combattimento (Fédération italienne des combattants), se consacrant activement à la politique et participant aux actions du squadrisme naissant. En avril 1923, il est élu maire (sindaco) de Pise pour le parti national fasciste (Partito Nazionale Fascista - PNF). L'année suivante, il devient député et est nommé podestà et secrétaire fédéral du parti. Il a été nommé président du Comité pisan pour l'action dalmate et consul honoraire de la milice volontaire pour la sécurité nationale (en italien, MVSN, acronyme de Milizia Volontaria per la Sicurezza Nazionale).
Le 30 novembre 1920, il est initié dans la franc-maçonnerie au sein de la loge « Carlo Darwin » de Pise.

### Sous-secrétaire d'État à l'intérieur

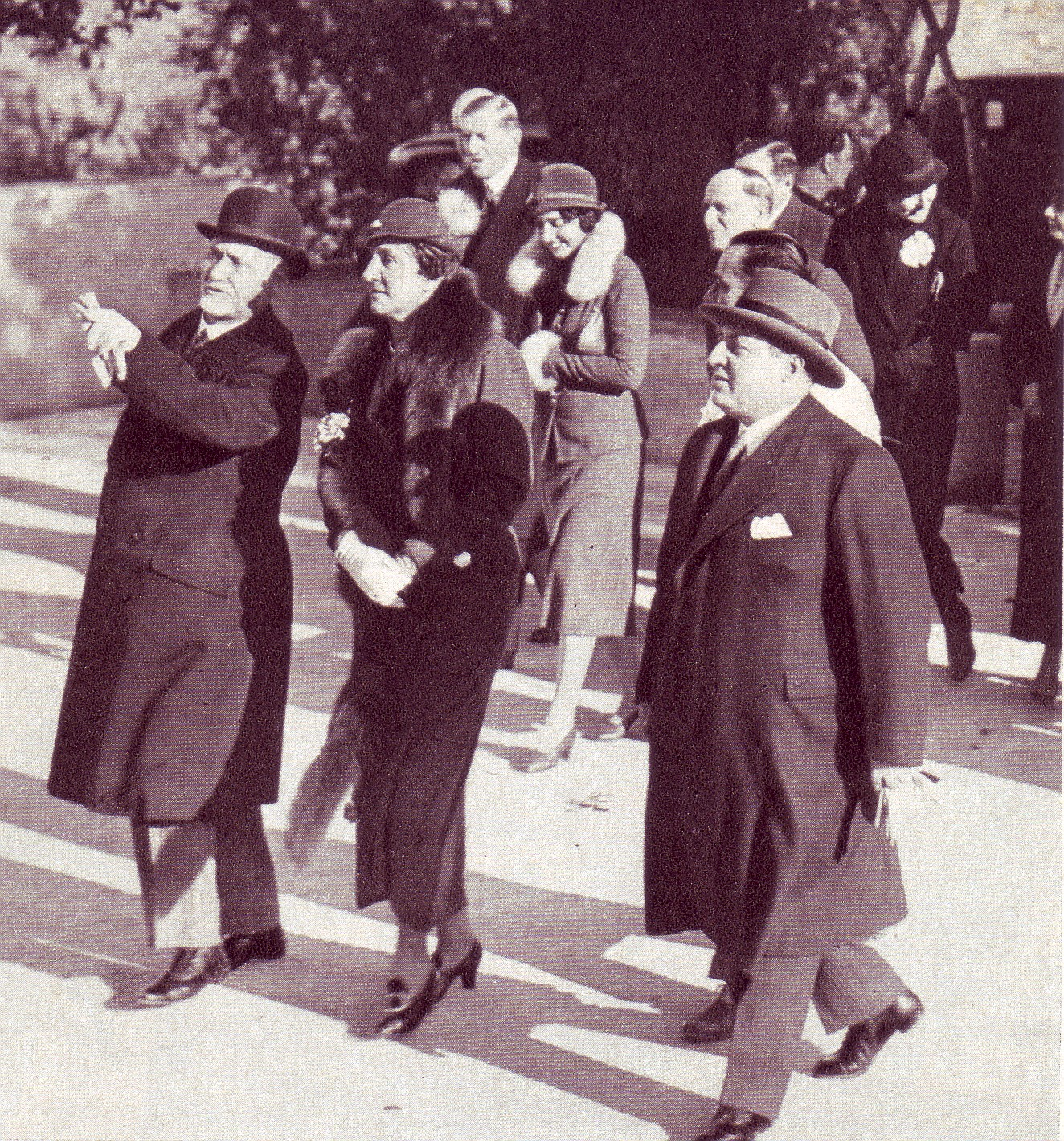
Guido Buffarini Guidi à droite à Fara Sabina avec la reine Elena, novembre 1933

De mai 1933 à février 1943, il est sous-secrétaire d'État à l'intérieur, succédant à Leandro Arpinati, démissionnaire. Comme Mussolini lui-même reste à la tête du ministère, Buffarini assume le rôle de ministre. En tant que chef de cabinet, il est initialement flanqué du préfet Giuseppe Mormino, peut-être sur ordre du chef de la police Arturo Bocchini.
Malgré les malentendus, Guido Leto, une figure importante de l'OVRA (Organizzazione di Vigilanza e Repressione dell'Antifascismo), a dressé un portrait généreux de lui après la guerre. En outre, selon Leto, ses contacts constants avec Mussolini, à qui il se rendait quotidiennement pour faire des rapports, ont d'abord donné du crédit à la rumeur selon laquelle il était devenu l'un de ses principaux conseillers ; cette rumeur l'a ensuite conduit à devenir effectivement l'un des hommes politiques les plus influents d'Italie - comme le rapporte également Eugen Dollmann lui-même - juste après Galeazzo Ciano. Pendant son sous-secrétariat, Buffarini étend son pouvoir sur le territoire en nommant des préfets qui lui sont fidèles et en réussissant à équilibrer les pulsions autonomistes des autorités locales et la bureaucratisation du parti. Le 9 avril 1935, il adresse aux préfets une circulaire interdisant le culte pentecôtiste dans tout le pays car, prétendait-on, il était nuisible à l'équilibre psycho-physique de la race,,.
En 1938, après la promulgation des lois raciales, il adopte une position antisémite, prenant ses distances avec d'autres hiérarques frondeurs tels que Italo Balbo, Emilio De Bono et Luigi Federzoni. En 1940, les premiers problèmes concernant les lois raciales commencent à apparaître au ministère de l'intérieur, principalement en raison de la pression du Vatican ; en particulier, la situation des "familles mixtes" dans lesquelles le conjoint de confession juive s'est converti au christianisme. Buffarini Guidi, en sa qualité de sous-secrétaire, transmet les préoccupations du Vatican à Mussolini. À cet égard, Buffarini Guidi proposa une solution qui aurait réduit cet aspect de la question juive en Italie en assimilant légalement à des citoyens "aryens" tous les Juifs qui, par mariage ou par mérite personnel, avaient offert des garanties suffisantes, et en expulsant d'Italie tous les autres.
En 1939, il est d'abord favorable à l'entrée en guerre aux côtés de l'Allemagne, pour se réjouir quelques semaines plus tard que l'Italie soit restée en dehors du conflit: l'alliance politique avec Galeazzo Ciano, qui occupe la même position, reste très étroite jusqu'en 1942.
Après la révocation de Mormino, Buffarini Guidi était resté respectueux des prérogatives du chef de la police Arturo Bocchini, ce qui ne l'avait pas empêché d'entrer en conflit avec lui. Néanmoins, lorsque Bocchini meurt en novembre 1940, il favorise la succession au poste de chef de la police de son propre adjoint, le monarchiste Carmine Senise,. La décision de soutenir Senise s'avéra par la suite être une erreur pour le fascisme : Buffarini se retrouva bientôt un adversaire qui prit également une part active à l'arrestation de Mussolini.
Le 5 février 1943, cependant, Buffarini n'est pas reconduit dans ses fonctions lors d'un important remaniement gouvernemental et le poste de sous-secrétaire est repris par le préfet de Naples, Umberto Albini.
Déjà proche de Dollmann avant la guerre, il se rapproche de ce dernier au point de devenir son confident. Membre de droit du Grand Conseil du fascisme, bien qu'il ne se fasse aucune illusion sur le déroulement de la guerre, il vote le 25 juillet 1943 contre l'ordre du jour Grandi (en italien : ordine del giorno Grandi). Le même après-midi, se méfiant du roi, il se rend avec Dollmann chez l'ambassadeur allemand Hans Georg von Mackensen, lui faisant un compte-rendu des récents événements et essayant en vain de le convaincre d'intervenir pour empêcher Mussolini de se rendre à l'audience royale. Le premier rapport sur la réunion du Grand Conseil télégraphié à Berlin est basé uniquement sur les informations obtenues de Buffarini. Le même soir, il se rend à la villa Torlonia de Rachele Mussolini pour attendre le retour de Mussolini de l'audience royale, mais, alarmé par le retard de Mussolini, il tente de le joindre par téléphone jusqu'à ce qu'on l'informe qu'il est en état d'arrestation. Buffarini passe la nuit dans la villa et le matin du 26 juillet il est arrêté et emprisonné dans la fort Boccea, d'où il est libéré le 12 septembre par les Allemands à la suite de l'occupation de Rome.

### Ministre de l'intérieur
Après avoir été libéré du Fort Boccea, Buffarini est transféré à Munich et logé à l'hôtel Vierjahrszeiten. Ayant appris la libération de Mussolini, il rédige un mémorandum à lui soumettre, dans lequel il propose l'abolition de la monarchie en Italie et la proclamation d'une "République social-fasciste dirigée par le Duce",,.
Il rejoint la République sociale italienne et entre dans le nouveau gouvernement de Mussolini en tant que ministre de l'intérieur. Il est aidé en cela par son amitié avec Eugen Dollmann, qui a également obtenu l'approbation de son homologue allemand Heinrich Himmler: en effet, lorsque Roberto Farinacci se propose comme ministre de l'Intérieur, Mussolini répond qu'il " doit promettre " ce rôle à l'avocat pisan. Buffarini se rapproche également de Karl Wolff, qui est le commandant des SS et de la police (en allemand: SS- und Polizeiführer) en Italie du Nord,. La relation avec Wolff remontait à quelques années auparavant, lorsque les deux hommes avaient géré la question des options sur le Tyrol du Sud pour leurs gouvernements respectifs.
Comme le rapporte Giorgio Pini, Buffarini lui-même ne se faisait pas d'illusions sur la façon dont la guerre allait se terminer, mais il avait accepté le poste peut-être parce qu'il voulait rester au centre du jeu politique, mais aussi à cause de l'idée de pouvoir servir de médiateur entre les Allemands avec lesquels il avait d'excellentes relations et le gouvernement de la République sociale italienne. Au sein du gouvernement, cependant, il sert constamment de médiateur entre les courants extrémistes de Farinacci et Alessandro Pavolini et les modérés comme Angelo Tarchiet Carlo Alberto Biggini. Il est souvent ambivalent dans son action gouvernementale, accordant sa protection à la bande Koch et faisant en même temps arrêter par la police républicaine les membres de la fameuse Guardia Armata di Palazzo Braschi à Rome,. Lorsque les activités de Koch sont connues à Milan et que des protestations se font entendre, il donne l'ordre, le 7 octobre, d'arrêter tous les membres du groupe.
Le 16 septembre 1943, avec Pavolini, il retourne à Rome dans le but de compléter les membres du nouveau gouvernement qui manquent encore. Le 19 octobre, il ordonne l'abolition de tous les titres royaux, à commencer par la Gazzetta ufficiale.

#### La force de police républicaine
Buffarini s'efforce d'obtenir la dissolution des escadrons de police fédérale qui s'étaient constitués de manière autonome après l'armistice du 8 septembre 1943 (Armistice de Cassibile) et de transférer la responsabilité du maintien de l'ordre public aux forces de police dépendant du ministère de l'Intérieur,,. À cet égard, il adresse également en août une circulaire aux questeurs dans laquelle il "n'entend pas autoriser les activités de police qui ne sont pas régulièrement incluses dans celle de la police républicaine". En outre, le 16 novembre, il présente un décret visant à répartir les tâches de la police et des carabiniers (Carabinieri), qui doivent être fusionnés respectivement dans la Garde de police pour la protection des villes et la Gendarmerie rurale pour les zones rurales.
L'action du ministre est immédiatement combattue et finalement mise en échec par la concurrence de la Garde nationale républicaine (Guardia Nazionale Repubblicana- GNR) de Renato Ricci, qui ne veut pas renoncer à l'autonomie de la Milizia Volontaria per la Sicurezza Nazionale (MVSN),. Finalement, le 20 novembre, le Corps de police républicain (Corpo di Polizia Repubblicana) est créé sous la tutelle du ministère de l'Intérieur, tandis que la GNR reste un corps distinct dans lequel fusionnent les Carabiniers royaux et le MVSN. En décembre, une attaque des Gappistes contre le cortège funèbre du fédéré milanais Aldo Resega avait provoqué une fusillade chaotique dans la rue et Buffarini en profita pour critiquer sévèrement les formations autonomes indisciplinées, mais souligna la bonne conduite de la Legione Muti de Milan. Le manque de discipline des escouades fascistes conduit Buffarini Guidi à demander plus d'armes pour le quartier général de la police de Milan, qui en manquait,.
Toujours en juin 1944, afin de s'opposer aux autres formations policières autonomes, il réitère aux chefs des provinces, qui dépendent tous formellement du ministère de l'Intérieur, que toutes les actions de police doivent être coordonnées exclusivement par eux et qu'eux seuls ont le droit de procéder à des détentions policières avec une limite de sept jours sans plainte régulière. Immédiatement après un mois de la constitution des Brigate Nere (Brigades Noires), qu'il avait en fait voulu éliminer, Buffarini télégraphie aux chefs des provinces avec l'ordre de freiner leur activité, surtout si elle est menée dans un contexte policier et proteste auprès de l'ambassadeur Rudolf Rahn contre l'ingérence continue de la police d'ordre allemande en Italie et contre les tentatives de sectionnalisation qui ont lieu dans l'OZAK et l'OZAV. En octobre 1944, il soutient le nouveau chef de la police Renzo Montagna dans la liquidation de certaines forces de police autonomes comme la bande Koch après l'avoir initialement utilisée, dans le cadre d'un projet plus vaste qui prévoit l'incorporation des milices spéciales (milices frontalières, portuaires, ferroviaires, routières et postgraphiques) dépendant de la GNR dans la police républicaine, mais qui se heurte à l'opposition des corps destinés à devenir subordonnés à la préfecture de police. Le projet a ensuite été poursuivi par Paolo Zerbino, successeur de Buffarini Guidi au ministère, mais il est finalement resté au point mort.

#### Affrontements avec Preziosi
La nomination de Buffarini au poste de ministre de l'Intérieur est immédiatement combattue par Giovanni Preziosi, qui envoie des rapports en Allemagne l'accusant d'être "un ami des juifs et des francs-maçons", et qui répond par Mussolini lui-même.

Le 30 novembre 1943, Buffarini émet l'ordre de police no 5 ordonnant l'internement de tous les Juifs, italiens et étrangers, dans différents camps de concentration provinciaux en attendant leur concentration dans des camps spécialement préparés, dont le plus important est le camp de Fossoli. L'objectif de Buffarini, qui n'a jamais adopté une position ferme contre les Juifs, est de permettre la concentration des Juifs sur le territoire italien et d'éviter ainsi leur déportation en Allemagne. Mais la tentative s'est avérée être un échec et les Allemands, trouvant tous les Juifs déjà concentrés dans les camps, contournant les chefs de province, n'ont eu aucun mal à les capturer et à les déporter.
Les attaques de Preziosi contre Buffarini ne s'arrêtent pas et, le 8 janvier 1944, elles impliquent également Tamburini, Apollonio et Guido Leto, tous accusés de trafic d'argent. Au printemps 1944, Buffarini Guidi s'oppose, et contribue peut-être à empêcher, un projet de loi rédigé par Preziosi, qui vient d'être nommé "inspecteur général pour la race", et qui, le 15 mai 1944, a l'intention d'étendre le statut de juif à un plus grand nombre de citoyens italiens avec un nouveau projet de loi. Buffarini réussit à obtenir une copie du texte rédigé par Preziosi avant qu'il ne soit officiellement présenté à Mussolini, il passe donc toute la nuit à l'étudier et rédige un rapport intitulé "Quelques observations sur la loi raciale", dans lequel il démolit chaque point du projet, en soulignant ses incohérences,.
Le lendemain, il envoie la proposition de Preziosi à Mussolini en y joignant son propre rapport avec une note : " Je prends la liberté de vous soumettre quelques observations formulées à la hâte la nuit dernière sur la nouvelle loi raciale. Je vous prie, Duce, de leur accorder votre haute attention, car, à mon avis subordonné, elles mettent en évidence certaines déficiences de la loi qui suggèrent des changements indispensables",. Après l'intervention de Buffarini Guidi, la loi n'est plus approuvée,,. En plus de contrer la loi, Preziosi aidait également la population quand il le pouvait, et un bureau des passeports fut créé au ministère, dédié à la falsification des passeports et permit ainsi l'expatriation de certaines personnes persécutées comme Guido Donegani et Giovanni Balella. Des initiatives similaires de Preziosi visant à interdire la franc-maçonnerie et à persécuter les francs-maçons ont été mises en échec par Buffarini Guidi.

#### Responsabilité dumassacre des Fosses ardéatines
Immédiatement après l'attentat de Via Rasella, les commandants allemands ont décidé de riposter en fusillant tous les prisonniers qui avaient déjà été condamnés à mort, à la prison à vie ou qui étaient jugés pour des crimes capitaux. Ayant constaté un nombre insuffisant de prisonniers dans les prisons allemandes de via Tasso, le questeur de Rome Pietro Caruso est appelé par Herbert Kappler, commandant allemand de la Gestapo à Rome, pour dresser une liste d'au moins 80 personnes à exécuter. Caruso a protesté contre le nombre élevé de victimes demandées et a suggéré de réduire ce nombre à 50. Malgré l'avis négatif de Kappler, Caruso a répondu qu'il devait se contenter de 50 noms pour l'instant. Dans le procès qui lui fut intenté après la libération de Rome, Caruso déclara, lors de l'audience du 20 septembre 1944, qu'il devrait de toute façon discuter de la question avec le ministre de l'Intérieur Guido Buffarini Guidi, qu'il savait être à Rome à l'hôtel Excelsior.
Dans son témoignage au procès, Pietro Caruso a reconstitué les événements comme suit : "Au petit matin, afin de me décharger de cette grave responsabilité, je me suis rendu chez Buffarini Guidi à l'hôtel Excelsior. Il y a eu quelques difficultés parce que le ministre dormait. J'ai forcé la livraison. Il m'a reçue au lit. Je lui ai raconté ce qui s'était passé, que Kappler m'avait demandé d'abord 80, puis 50 hommes à abattre pour l'attaque de Via Rasella. "Je me suis reporté sur vous", ai-je dit. J'espérais que le ministre avait traité directement avec Kappler. Il a dit : "Qu'est-ce que je peux faire ? Vous devez les lui donner, sinon qui sait ce qui se passera. Oui, donnez-lui".

#### Démission
Le 24 octobre 1944, Giorgio Pini, est nommé sous-secrétaire d'État sous l'autorité de Buffarini Guidi, mais les relations, initialement mauvaises, ne s'améliorent pas,. Considéré comme l'un des membres les plus pro-allemands du gouvernement de la RSI en raison de son amitié avec Dollmann et Wolff, le 21 février 1945, en partie à cause de la détérioration des relations entre les deux alliés, il est soudainement relevé de ses fonctions par Mussolini lui-même et remplacé par Paolo Zerbino (le dictateur avait initialement pensé à Pini lui-même, mais il n'avait pas obtenu l'approbation des Allemands). Le 22 février, Mussolini propose à Buffarini Guidi un nouveau poste de coordinateur entre les ministères italiens et les organismes allemands chargés de l'économie,: les Allemands, cependant, protestent vigoureusement et Wolff, pris par surprise par ce remplacement et après avoir demandé sans succès au Duce un délai supplémentaire, procède arbitrairement à l'arrestation de Tullio Tamburini et Eugenio Apollonio accusés d'être anti-allemands,.
Il semble que la détermination des Allemands à maintenir Buffarini Guidi au ministère de l'Intérieur était due à la crainte d'un revirement italien et le ministre de l'Intérieur était considéré comme un homme de confiance,. Selon le général Wolff, le Duce avait récemment entamé, par l'intermédiaire du haut clergé, des négociations secrètes visant à se rendre avec les Alliés, dans lesquelles l'avocat pisan, connu pour sa germanophilie, faisait obstacle,. Mussolini lui-même explique à Mellini cette démission : " Il y a une affaire très importante qui demande une intervention énergique : la situation avec les Allemands ne va pas bien. Depuis un certain temps, j'avais décidé de renvoyer Buffarini Guidi et ils savaient très bien pourquoi : c'est un homme qui a beaucoup de mérites mais qui est détesté par tout le monde, les antifascistes comme les fascistes. Il est encore plus détesté que moi. Je ne conteste pas ses compétences techniques, mais les fascistes ne le voient plus et me demandent sa tête depuis longtemps". L'historien Deakin souligne que le lendemain Wolff et Rudolf Rahn ont entamé des négociations secrètes avec les Alliés et que Buffarini Guidi lui-même, s'il n'avait pas été limogé, aurait probablement pu les découvrir et en informer Mussolini.

### Capture et exécution
Après sa démission, Buffarini Guidi s'installe près de Gargnano où il passe les derniers mois de la guerre. En avril, craignant pour sa vie, son fils Glauco exhorte son père à se cacher, mais Buffarini Guidi refuse, répondant par une plaisanterie "Comment peut-on quitter la table de poker quand on perd ?",. Le 25 avril 1945, il suit Mussolini jusqu'à Côme où, se rendant compte de l'inconsistance de la redoute alpine républicaine (en italien; Ridotto Alpino Repubblicano), il insiste longuement et en vain pour convaincre le Duce de partir pour la Suisse,. À cet égard, il a déclaré : "Cela n'a pas d'importance s'ils ne nous donnent pas de visa. On va passer la frontière avec la voiture et une fois qu'on y sera, ils nous garderont"..
Le lendemain, vers 15 heures, en compagnie du ministre de l'Économie des entreprises Angelo Tarchi, il tente de rejoindre la frontière suisse, mais il est arrêté par la Guardia di Finanza, venue sur ordre du Comité de libération nationale (Comitato di Liberazione Nazionale - CLN),, près de Porlezza.
Libéré, Buffarini Guidi est à nouveau arrêté, puis jugé et condamné à mort par une Cour d'assises extraordinaire le 29 mai 1945; la sentence (avec celle de l'aviateur Giovanni Folchi la seule des 36 émises par la Cour à être exécutée) est exécutée par un peloton d'exécution sur le terrain de sport "Giuriati", quartier Città Studi à Milan, le 10 juillet 1945, peu après qu'il a déjoué une tentative de suicide avec des barbituriques.

### Après sa mort
Des années plus tard, la veuve de Buffarini Guidi a obtenu la pension liée au grade de colonel d'artillerie de son mari.
Le fils de Buffarini Guidi, Glauco, a publié en 1970 le livre sur la figure de son père "La vérité vraie : Les documents des archives secrètes du ministre de l'Intérieur Guido Buffarini Guidi de 1938 à 1945", en utilisant, de manière apologétique, les informations tirées des archives familiales.

## Décorations
- Croix de guerre de la valeur militaire
 - Croix de guerre de la valeur militaire
 - Croix de guerre de la valeur militaire

## Source
- (it) Cet article est partiellement ou en totalité issu de l’article de Wikipédia en italien intitulé « [[:it:|]] » (voir la liste des auteurs).